# 야나기하라촌 (시즈오카현)
야나기하라촌(楊原村)은 시즈오카현 슨토군에 속했던 촌이다. 
현재의 누마즈시에 해당한다. 1923년에 야나기하라촌과 합병해 , 누마즈시가 성립하였다. 촌의 이름은 야나기하라 신사에서 유래되었다.

## 지리
가노강 하류의 왼쪽 기슭에 위치한다. 남서쪽은 가니미도에서 시마고에 걸쳐 스루가만에 접해 있다. 남쪽은 시즈노우라무라, 남동쪽은 시즈노우라 산지를 끼고 오히라촌 동쪽은 시미즈촌에 접한다. 북쪽은 가노강을 사이에 두고 오카촌, 서쪽은 누마즈정과 접해 있다. 
가노강에 의한 충적지가 펼쳐져 동쪽 산기슭에는 취락과 논밭이, 그 외 저지대에는 논이 개발되었다. 가나이토도는 주변 어촌 중에서도 특히 어장이 잘 발달되어 있었다. 센본마쓰바라에서 이어지는 해안선은 경치가 좋은 곳으로 알려져 있으며, 시마고에는 많은 저명인사들의 휴양지 및 별장이 있었고, 메이지 26년에는 관저도 조성되었다. 

## 교통
메이지 초기, 누마즈정과의 왕래에는 구로세, 시장에서 나룻배가 이용되었다. 후에 구로세교, 오나리교(메이지 10년 가교, 구칭 미나토교), 에이다이교(메이지 16년 가교, 구칭 이리후네교)가 놓여 시장과 요시다는 누마즈정과 동일한 시가지가 형성되었다. 
주요 도로로는 다음과 같은 도로를 들 수 있다.
- 누마즈 시즈노우라 왕복 - 남북으로 뻗어있는 도로. 누마즈정 가미토에서 시즈노우라촌의 에우라를 연결한다. 에우라욧카이치 왕복에 연결.
- 누마즈하라키 왕복 - 동서로 뻗은 도로. 가미카누키 시장에서 니라야마촌하라키를 연결한다. 시모다 가도에 연결.
- 우시와왕환 - 누마즈 시즈미우라 왕환에서 분기하여 다시 연결되는 도로. 가미카누키 요시다에서 아나이토도, 우시와를 거쳐 시모카누키시마초를 연결한다.

## 역사
- 1889년 4월 1일 - 정촌제 시행에 의해 3개 촌의 구역을 확장해 슨토군 야나기하라촌이 성립하였다.
- 1895년 - 가미카누키에 사노 제사장이 설립.
- 1896년 - 시모카누키에 오타케 제사장이 설립.
- 1901년 - 가미카누키에 시즈오카현립 누마즈 중학교가 개교되었다.
- 1923년 7월 1일 - 누마즈정 및, 야나기하라촌이 합병해 누마즈시가 성립하였다.

## 참고문헌
- 『市町村名変遷辞典』東京堂出版、1990年。
- 『角川日本地名大辞典 22 静岡県』角川書店、1982年。
- 沼津資料集成15『楊原村沿革誌』沼津市立駿河図書館、1988年。（楊原村役場、大正7年の復刻）
- 沼津市史編さん調査報告書 第9集『塩満の民俗』沼津市教育委員会、1996年。
- 沼津市史編さん調査報告書 第11集『香貫・我入道の石仏・石神』沼津市教育委員会、1998年。